# Коджатарла
Коджатарла или Коджа тарла (на турски: Kocatarla) е село в Източна Тракия, Турция, част от Околия Кофчаз на вилает Лозенград (Къркларели).

## География
Селото се намира в западното подножие на Странджа.

## История
В XIX век Коджатарла е българско село, център на нахия в Кърклисийската кааза на Одринския вилает на Османската империя. Според „Етнография на вилаетите Адрианопол, Монастир и Салоника“, издадена в Константинопол в 1878 година и отразяваща статистиката на населението от 1873 година Коджа тарла (Kodja Tarla) има 180 домакинства и 796 жители българи.
Според статистиката на професор Любомир Милетич в 1912 година в селото живеят 125 български екзархийски семейства.
При избухването на Балканската война в 1912 година двама души от Коджатарла са доброволци в Македоно-одринското опълчение.
Българското население на Коджатарла се изселва след Междусъюзническата война в 1913 година.

## Личности
Родени в Коджатарла
- Атанас Тодоров Кешишев (1880 - след 1943), деец на ВМОРО, участник в Илинденско-Преображенското въстание в 1903 година
- Георги Христов Переликов (1881 - след 1943), участник в Илинденско-Преображенското въстание в 1903 година, на 22 април 1943 година като жител на Белоградец, Варненско, подава молба за българска народна пенсия,[4] която е одобрена и пенсията е отпусната от Министерския съвет на Царство България,[5] вероятно от Коджатарла[6]
- Иван Апостолов (1878 - ?), деец на ВМОРО, участник в Илинденско-Преображенското въстание в 1903 година с четата на Георги Тенев[7]
- Стоян Димитров (1893 – ?), македоно-одрински опълченец, 3 рота на 11 сярска дружина[8]
- Стоян Енчев, македоно-одрински опълченец, 4 рота на 8 костурска дружина[9]